# Brewster (New York)
Pour les articles homonymes, voir Brewster.
Brewster est un village des États-Unis situé dans l'État de New York et le comté de Putnam.

## Géographie
Brewster est situé le long de la branche est de la rivière Croton (en) à 41°23′46″N 73°36′57″W (41.396050, -73.615954), près du centre de la ville de Southeast.
La U.S. Route 6 traverse le village comme rue principale. La U.S. Route 202 et la New York State Route 22 longent simultanément la limite sud du village, et l'Interstate 84 passe juste à l'est du village, coupant l'Interstate 684. La gare de Brewster est sur la Harlem Line.
Selon le Bureau du recensement des États-Unis, la ville a une superficie totale de 3,9 km2 (1,5 milles carrés), entièrement terrestre. 

## Personnalités
- Laura Branigan (1952-2004), chanteuse.